# Hart megye (Georgia)
Hart megye az Amerikai Egyesült Államokban, azon belül Georgia államban található. Megyeszékhelye és legnagyobb városa Hartwell. Lakosainak száma 25 828 fő (2020. április 1.). Hart megye Oconee, Elbert, Anderson, Madison és Franklin megyékkel határos.

## Népesség
A megye népességének változása:
| Lakosok száma | 25 194 | 25 446 | 25 547 | 25 446 | 25 534 | 25 828 |
|               | 2010   | 2011   | 2012   | 2013   | 2015   | 2020   |